# Imitación de la vida
Imitación de la vida (en inglés: Imitation of Life) es una película estadounidense realizada por John M. Stahl en 1934. Basada en la novela homónima de Fannie Hurst, la protagonizan Claudette Colbert, Louise Beavers y Warren William. Tuvo tres nominaciones a los premios Óscar de 1935. En 1959, Douglas Sirk estrenó una adaptación con cambios sustanciales en el guion, Imitación a la vida, protagonizada por Lana Turner.

## Sinopsis
Bea Pullman, una joven viuda con una hija pequeña contrata, o más bien acoge, a Delilah Johnson, una mujer negra también viuda y con una hija, para cuidar de su hogar y de su niña. Aprovechando una receta secreta de tortitas que le regala Delilah, Bea monta un próspero negocio que pronto se convierte en una importante y famosa empresa que elabora, empaqueta y distribuye el preparado para hacer las tortitas de la tía Delilah. A pesar del éxito profesional que le permitiría vivir holgadamente en su propia casa, Delilah sigue cuidando de Bea y de las dos niñas, Jessie Pullman y Peola Johnson. Las dos mujeres son inseparables, al igual que sus hijas. Los años pasan y Peola, que es de piel blanca a pesar de tener una madre negra, rechaza que se la considere como negra en la sociedad segregacionista de la época y terminará renegando de su propia madre. Por su parte Jessie se enamora del novio de su madre cuando esta, tras muchos años de duro trabajo rechazando toda vida sentimental, por fin se prepara a casarse.

## Reparto
- Claudette Colbert - Beatrice "Bea" Pullman
- Warren William - Stephen "Steve" Archer
- Rochelle Hudson - Jessie Pullman, con 18 años
- Ned Sparks - Elmer Smith
- Louise Beavers - Delilah Johnson
- Fredi Washington - Peola Johnson, a los 19 años
- Dorothy Black - Peola Johnson, a los 9 años
- Juanita Quigley - Jessie Pullman, a los 3 años
- Marilyn Knowlden - Jessie Pullman, a los 8 años
- Alan Hale - Martin, el vendedor de muebles
- Henry Armetta - El pintor
- Wyndham Standing - Jarvis, el mayordomo de Bea
- William Austin - Un inglés en la fiesta (no acreditado)
- Edgar Norton - Mayordomo de la fiesta (no acreditado)

## Sobre la producción
Fannie Hurst escribió Imitation of Life después de un viaje a Canadá con su amiga Zora Neale Hurston, una escritora afroamericana del movimiento Harlem Renaissance. El trato recibido durante el viaje le inspiró la novela, que publicó en 1933. Al año siguiente los Estudios Universal decidieron adaptarla al cine. La Motion Picture Association, encargada de clasificar la película, rechazó el guion original opinando que «el tema central se basa en las consecuencias del intercambio sexual entre la raza blanca y la negra (el mestizaje), y que así no solamente viola el Código de Producción sino que es muy peligroso desde el punto de vista de la industria y la política pública». El productor obligó a realizar una serie de cambios, como suprimir una escena de linchamiento de un joven negro, y evitar que se dedujera que la piel blanca de Peola se debiera a que tenía antepasados blancos sino a un raro hecho científico. El guion fue finalmente autorizado.
La película marcó un hito al trascender la representación tradicional del papel de la mujer y de los afroamericanos en la sociedad. Las mujeres son emprendedoras independientes, y por primera vez se dio un papel relevante a dos actrices de color al mismo nivel que sus coprotagonistas blancas. Fredi Washington, que interpreta a Peola, es una actriz blanca de origen afroamericano, al igual que su personaje. Y Louise Beavers, si bien perpetra en parte la imagen estereotipada de la Tía Jemima y decide mantenerse en su papel de fiel servidora, participa de la prosperidad de Claudette Colbert con la que la une una verdadera y sentida amistad. También se tocó el tema del mestizaje que era un tema tabú y prohibido por ley en casi todos los estados.

## Reconocimientos
En 2005, la película fue una de las 25 películas «cultural, histórica o estéticamente significativas» seleccionadas aquel año para figurar en el National Film Registry para su conservación en la Biblioteca del Congreso de Estados Unidos.

### Premios Óscar
La película fue nominada a Mejor Película, Mejor sonido y Mejor Asistente de Dirección. En aquella edición, Claudette Colbert se hizo con el Óscar a mejor actriz protagonista por la película de Frank Capra Sucedió una noche.